# Pradolina Wieprza
Pradolina Wieprza (318.97) – mały mezoregion fizycznogeograficzny we wschodniej Polsce, stanowiący południową część Niziny Południowopodlaskiej. Jest to region o kształcie równoleżnikowym, graniczący od zachodu z Doliną Środkowej Wisły, od północy z Wysoczyzną Żelechowską i Równiną Łukowską, od wschodu z Zaklęsłością Łomaską i Równiną Parczewską, a od południa z Wysoczyzną Lubartowską. Region leży w całości w obrębie woj. lubelskiego.
Pradolina Wieprza (powierzchnia ok. 353 km²) stanowi poszerzone (do kilku kilometrów) obniżenie doliny dolnego Wieprza i jego dopływu Tyśmienicy. W krajobrazie regionu dominują łąki i pastwiska, urozmaicone licznymi bagnami i stawami.
Głównymi ośrodkami miejskimi regionu są Radzyń Podlaski i Kock; oba miasta leżą na pograniczu Pradoliny Wieprza i Równiny Łukowskiej. Inne ważniejsze miejscowości regionu to Baranów, Jeziorzany, Ułęż i Borki.
Pradolina Wieprza rozpościera się na terenie gmin: Żyrzyn, Baranów, Ułęż, Jeziorzany, Michów, Kock, Firlej, Ostrówek, Borki, Czemierniki i Radzyń Podlaski.